# Clidemia evanescens
Clidemia evanescens är en tvåhjärtbladig växtart som beskrevs av Frank Almeda. Clidemia evanescens ingår i släktet Clidemia och familjen Melastomataceae. Inga underarter finns listade i Catalogue of Life.